# Deniz Aycicek
Deniz Aycicek (Neustadt am Rübenberge, 1990. június 5. –) török származású német labdarúgó, az MSV Duisburg középpályása.